# Veltuzumab
Il veltuzumab è un anticorpo monoclonale che è attualmente studiato per il trattamento dei linfomi non-Hodgkin.
Sono in corso studi clinici di Fase I/II.
Il targer del farmaco è l'antigene CD20.
Questo farmaco è sviluppato da Immunomedics, Inc.

### Veltuzumab
- (EN) Michael Hertl, Autoimmune Diseases of the Skin: Pathogenesis, Diagnosis, Management, Springer, novembre 2009,  pp. 542–, ISBN 978-3-211-99224-1.
- (EN) Jack W. Plunkett, Plunkett's Biotech and Genetics Industry Almanac 2009 (E-Book): Biotech and Genetics Industry Market Research, Statistics, Trends and Leading Companies, Plunkett Research, Ltd., agosto 2008,  pp. 369–, ISBN 978-1-59392-464-5.
- (EN) L. Harivardhan Reddy e Patrick Couvreur, Macromolecular Anticancer Therapeutics, Springer, 1º giugno 2009,  pp. 385–, ISBN 978-1-4419-0506-2.
- (EN) Michael T. Lotze, Natural Killer Cells: Basic Science and Clinical Application, Academic Press, 14 dicembre 2009,  pp. 173–, ISBN 978-0-12-370454-2.